# Liste von Söhnen und Töchtern der Stadt Basel
Die Liste von Söhnen und Töchtern der Stadt Basel führt Personen auf, die in der Schweizer Stadt Basel geboren wurden.

## A
- Anna Aaron (* 1985), Singer-Songwriterin und Pianistin
- Heidi Abel (1929–1986), Ansagerin und Moderatorin
- Ludwig Abel (1863–1900), deutscher Semitist
- Hans Abt (1869–1939), Jurist, Politiker und Heimatforscher
- Simon Abt (* 1992), Künstler
- René Acht (1920–1998), Maler
- Karl Aegerter (1888–1969), Maler, Zeichner, Grafiker, Illustrator und Politiker
- Friedrich Aemmer (1867–1934), Arzt und Politiker (FDP)
- Marc Allégret (1900–1973), französischer Regisseur
- Freddy Allemann (* 1957), Schriftsteller, Performer, Theaterleiter
- Fritz René Allemann (1910–1996), Journalist und Autor
- Alfred Johann Altherr (1875–1945), Architekt, Kunstpädagoge und Schulleiter
- Jürg Altherr (1944–2018), Bildhauer, Plastiker und Landschaftsarchitekt
- Kathrin Amacker (* 1962), Nationalrätin
- Sabrina Amali (* 1992), Schauspielerin
- Bonifacius Amerbach (1495–1562), Humanist, Rechtsprofessor und Komponist
- Eugen Ammann (1882–1978), Maler, Grafiker, Zeichner und Bildhauer
- Friedel Ammann (* 1959), Fotograf
- Lukas Ammann (1912–2017), Schauspieler
- Marguerite Ammann (1911–1962), Malerin, Grafikerin und Illustratorin
- Ursula Andermatt (1957–2022), Schauspielerin
- Marie Margaretha Anklin (1878–1916), Musikerin und Literaturkennerin
- Hieronymus Annoni (1697–1770), reformierter Theologe und Kirchenliederdichter
- Florian Arbenz (* 1975), Musiker
- Michael Arbenz (* 1975), Musiker
- Riitta Arnold-Schäublin (* 1982), Eishockeytorhüterin und Kommunalpolitikerin
- Cäsar von Arx (1895–1949), Dramatiker
- Felix Auer (1925–2016), Journalist und Politiker (FDP)
- Christine Aufderhaar (* 1972), Pianistin und Komponistin

## B
- Caspar Baader (* 1953), Nationalrat
- Reto Babst (1936–1981), Schauspieler und Theaterregisseur
- Esther Bächlin (* 1965), Jazzmusikerin
- Dieter Bachmann (* 1940), Publizist und Schriftsteller
- Nicole Bachmann (* 1964), Krimiautorin und Gesundheitspsychologin
- Romy Bachmann (* 1989), Handballspielerin
- Johann Jakob Bachofen (1815–1887), Jurist und Altertumsforscher
- Natascha Badmann (* 1966), Triathletin
- Günther Baechler (* 1953), Diplomat, Politologe und Maler
- Ruedi Bantle (1926–2017), Politiker (PdA)
- Hans Bär, der Jüngere (vor 1484–1515), Basler Ratsherr, Bannerherr, Tuchhändler und Zunftmeister
- Ludwig Bär (1479–1554), römisch-katholischer Theologe und Humanist
- Richard Bär (1892–1940), Physiker und Bankier
- Annette Barcelo (* 1943), Malerin, Zeichnerin und Grafikerin
- Emanuel Bardou (1744–1818), Bildhauer
- Gustav Bark (1889–1970), Fussballspieler und -trainer
- Andres Barth (1916–1990), Maler und Gärtner
- Fritz Barth (1856–1912), evangelisch-reformierter Theologe und Hochschullehrer
- Karl Barth (1886–1968), evangelisch-reformierter Theologe und Hochschullehrer
- Paul Basilius Barth (1881–1955), Kunstmaler
- Peter Barth (1888–1940), Theologe
- Ruodi Barth (1921–1999), Künstler
- Franz Karl Basler-Kopp (1879–1937), Maler und Zeichner
- Andreas Battier (1757–1793), Pfarrer an der Kirche St. Leonhard
- Caspar Bauhin (1560–1624), Botaniker und Universitätsprofessor
- Hieronymus Bauhin (1637–1667), Arzt, Professor für Anatomie und Botanik
- Johann Caspar Bauhin (1606–1685), Arzt und Botaniker
- Fritz Baumann (1886–1942), Maler
- Hans Theo Baumann (1924–2016), Designer
- Patrick Baumann (1967–2018), Jurist und Sportfunktionär
- Louis Baur (1858–1915), Kaufmann und Handelsagent
- Francis Béboux (1915–2015), Konstrukteur, Maler und Metallplastiker
- Jakob Christoph Beck (1711–1785), reformierter Theologe und Historiker
- Sebastian Beck (1583–1654), evangelischer Geistlicher und Hochschullehrer
- Samuel Bell (1840–1920), Metzger und Unternehmer
- Menia Bentele (* 2001), Beachvolleyballspielerin
- Sabine Berg (* 1958), Schauspielerin
- Ernst Berger (1928–2006), Klassischer Archäologe und Hochschullehrer
- Fritz Berger  (1897–1977), Politiker
- Lore Berger (1921–1943), Schriftstellerin
- Ludwig Berger (1933–2017), Prähistoriker sowie Provinzialrömischer Archäologe
- Rudolf Berger (* 1960), österreichisch-schweizerischer Theaterintendant und Kulturmanager
- Henry Bernet (* 2007), Tennisspieler
- Rudolf Bernhard (1901–1962), Schauspieler
- August Bernoulli (1839–1921), Historiker
- August Leonhard Bernoulli (1879–1939), Physiker
- Carl Albrecht Bernoulli (1868–1937), evangelischer Theologe und Schriftsteller
- Carl Christoph Bernoulli (1861–1923), Bibliothekar
- Christoph Bernoulli (1782–1863), Naturforscher und Wirtschaftswissenschaftler
- Eduard Bernoulli (1867–1927), Musikwissenschaftler
- Elisabeth Bernoulli (1873–1935), Frauenrechtlerin
- Hans Bernoulli (1876–1959), Architekt und Professor
- Jakob I Bernoulli (1655–1705), Mathematiker und Physiker
- Jakob II Bernoulli (1759–1789), Mathematiker und Physiker
- Johann I Bernoulli (1667–1748), Mathematiker
- Johann II Bernoulli (1710–1790), Mathematiker, Physiker und Jurist
- Johann Jakob Bernoulli (1831–1913), Archäologe
- Mia Bernoulli, verh. Hesse-Bernoulli (1868–1963), Fotografin
- Niklaus Bernoulli (1623–1708), frühes Mitglied der Familie Bernoulli
- Wilhelm Bernoulli (1869–1909), Architekt
- Melchior Berri (1801–1854), Architekt
- Nicole Bettlé (* 1969), Historikerin
- Justin de Beyer (1671–1738), Medailleur
- Werner Bieder (1911–1999), evangelischer Geistlicher und Hochschullehrer
- Margarethe Billerbeck (* 1945), Klassische Philologin, Hochschullehrerin
- Rudolf G. Binding (1867–1938), deutscher Schriftsteller
- Hieronymus Bischoff (1795–1870), Bankier, Politiker und Stifter
- Uran Bislimi (* 1999), schweizerisch-kosovarischer Fussballspieler
- Black Tiger (* 1972; bürgerlich: Urs Baur), erster Rapper, der auf Schweizerdeutsch rappt
- Robert-Henri Blaser (1919–1986), Hochschullehrer in Neuenburg, Germanist und Medizinhistoriker
- Werner Blaser (1924–2019), Architekt und Publizist
- Barbara Bleisch (* 1973), Philosophin, Journalistin und Autorin
- Thomas Blubacher (* 1967), deutsch-schweizerischer Autor und Regisseur
- Arnold Böcklin (1827–1901), Maler, Zeichner, Graphiker und Bildhauer
- Carlo Böcklin (1870–1934), Architekt und Maler
- Walter Bodmer (1903–1973), Maler und Bildhauer
- Felix Boehm (1924–2021), schweizerisch-US-amerikanischer Physiker und Hochschullehrer
- Paul Boepple (1896–1970), schweizerisch-amerikanischer Chorleiter und Musikpädagoge
- Erik Bohny (1891–1959), Maler, Zeichner, Illustrator, Gemälderestaurator und Kunstschriftsteller
- Gustav Adolf Bohny (1898–1977), Jurist, Notar, Präsident des Schweizerischen Roten Kreuzes (SRK)
- Karl Bohny (1856–1928), Arzt, Präsident des SRK
- Margrit Bolli (1919–2017), Funkerin der Roten Kapelle
- Friedrich Bollinger (1885–1945), Fussballspieler
- Thomas Borer (* 1957), Unternehmensberater und ehemaliger Schweizer Botschafter in der Bundesrepublik Deutschland
- Miklas Born (* 2002), Automobilrennfahrer
- Paul Bösiger (1929–1977), Schauspieler
- Andreas Bräm (1797–1882), evangelisch-reformierter Pfarrer und Pädagoge
- Thüring Bräm (* 1944), Dirigent und Komponist
- Rainer Brambach (1917–1983), deutsch-schweizerischer Schriftsteller
- Bernhard Brand (1525–1594), Hochschullehrer, Diplomat und Politiker
- David Brandes (* 1968), deutscher Musiker, Produzent und Komponist
- Hans Brändli (1896–1974), Pfarrer und Autor
- Johannes Brandmüller (1593–1664), evangelischer Geistlicher in Mülhausen
- Rudolf Braun (1930–2012), Historiker und Hochschullehrer
- Samuel Braun (1590–1668), Wund- und Schiffsarzt, erkundete Westafrika
- Florian Breer (* 1998), Beachvolleyballspieler
- August Brenner (1879–1946), Politiker
- Friedrich Brenner (1809–1874), Psychiater
- Christine Brodbeck (* 1950), Performancekünstlerin und Tänzerin
- Maximilian Ulysses Browne (1705–1757), österreichischer Feldmarschall irischer Abstammung
- Daniel Bruckner (1707–1781), Kanzleibeamter und Historiker
- Auguste Bruckner (1919–1997), Klassische Archäologin
- Wilhelm Bruckner (1870–1952), Germanist und Linguist
- Donald Brun (1909–1999), Grafiker, Designer, Illustrator und Fotograf
- Aymo Brunetti (* 1963), Ökonom
- Bonaventura von Brunn (1520–1591), Bürgermeister von Basel
- Eduard Brunner (1939–2017), Klarinettist und Hochschullehrer
- Martin Bruns (* 1960), Bariton und Hochschullehrer
- Max Bucherer (1883–1974), Maler und Grafiker
- Fritz Bühler (1909–1963), Grafiker
- Abel Burckhardt (1805–1882), reformierter Pfarrer und Komponist
- Albert Burckhardt (1854–1911), Historiker und Politiker
- August Burckhardt (1868–1935), Historiker und Bibliothekar
- Carl Burckhardt (1795–1850), Politiker und Jurist
- Carl Christoph Burckhardt (1862–1915), Jurist und Politiker
- Carl Jacob Burckhardt (1891–1974), Diplomat, Essayist und Historiker
- Christoph Burckhardt (1740–1812), Schweizer Kaufmann und Sklavenhändler
- Dieter Burckhardt (1914–1991), Mäzen
- Felix Burckhardt (1883–1962), Bibliothekar
- Gottlieb Burckhardt (1836–1907), Psychiater, Neurologe und Psychochirurg
- Jacob Burckhardt (1818–1897), Kulturhistoriker
- Johann Balthasar Burckhardt (1642–1722), Bürgermeister von Basel
- Johann Jakob Burckhardt (1903–2006), Mathematiker und Kristallograph
- Johannes Burckhardt (1798–1855), Offizier
- Ludwig August Burckhardt (1808–1863), Jurist und Historiker
- Lukas Burckhardt (1924–2018), Rechtsanwalt, Politiker und Jazzmusiker
- Max Burckhardt (1910–1993), Historiker
- Paul Burckhardt (1873–1956), Pädagoge und Historiker
- Peter Burckhardt (1742–1817), Politiker, Bürgermeister und Landammann der Schweiz
- Rudy Burckhardt (1914–1999), schweizerisch-amerikanischer Fotograf, Filmregisseur und Kameramann
- Karl Burckhardt-Iselin (1830–1893), Politiker, National- und Regierungsrat
- Salome Burckhardt-Schönauer (1640–1691), Oberzunftmeistersgattin, Symbol des Weiberregiments
- Willy Burgdorfer (1925–2014), Bakteriologe
- Emil Bürgin (1848–1933), Elektrotechniker
- Luc Bürgin (1970–2024), Journalist, Musiker und Schriftsteller
- Lucas Burkart (* 1967), Historiker
- Florian Burkhardt (* 1974), Buchautor und Musiker
- Paul Walter Buser (1876–1941), Lehrer, Gründer von Erziehungsinstituten, Förderer des Tourismus und Politiker
- Ralph Buss (* 1982), Schachspieler
- Johann Buxtorf (1663–1732), reformierter Theologe und Orientalist
- Johann Buxtorf der Jüngere (1599–1664), reformierter Theologe und Orientalist
- Johann Jakob Buxtorf (1645–1704), reformierter Theologe und Orientalist
- Johann Rudolf Buxtorf (1747–1831), reformierter Theologe

## C
- Samuele Campo (* 1995), Fussballspieler
- Christa de Carouge (1936–2018), Kostümdesignerin und Modeschöpferin
- Andreas Cesana (1951–2019), Philosoph
- Adolf Christ (1807–1877), Politiker
- Bernhard Christ (* 1942), Rechtsanwalt, Notar, Politiker und Übersetzer
- Wilhelm Christ-Iselin (1853–1926), Industrieller und Autor
- Raphael Christen (1811–1880), Bildhauer
- Theophil Christen (1873–1920), Mathematiker, Arzt, Ökonom
- Martin Christoffel (1922–2001), Schachspieler
- Arthur Cohn (* 1927), Filmproduzent
- Heinrich Cohn (1889–1966), deutscher Rabbiner
- Carlo Conti (* 1954), Politiker
- Bastien Conus (* 1998), Fussballspieler
- Stefan Cornaz (1944–2003), Politiker und Historiker
- Sabrina Corvini-Mohn (* 1984), Pädagogin und Politikerin
- Conradin Cramer (* 1979), Politiker, Regierungsrat
- Theodor Cron (1921–1964), Architekt
- Catherine Csebits (* 1999), Handballspielerin
- Claude Cueni (* 1956), Schriftsteller
- Edward L. Custer (1837–1881), amerikanischer Maler

## D
- Jean Daetwyler (1907–1994), Dirigent und Komponist
- Phil Dankner (* 1970), Musiker
- Tanja Dankner (* 1974), Sängerin
- Adam David (1872–1959), Afrikaforscher und Grosswildjäger
- Jean Jacques David (1871–1908), Afrikaforscher und Bergbauingenieur
- Georg Jacob Decker (1732–1799), Buchdrucker
- Johann Jakob Decker (1635–1697), Buchdrucker
- Bernard Degen (* 1952), Historiker
- Philipp Degen (* 1983), Fussballspieler
- Christoph Delz (1950–1993), Komponist und Pianist
- Eren Derdiyok (* 1988), Fussballspieler
- Lukas Dettwiler (* 1954), Übersetzer und Archivar
- Noah Dettwiler (* 2005), Motorradrennfahrer
- Marcus Diener (1918–1999), Architekt
- Beat Dietschy (* 1950), Theologe, Philosoph und Entwicklungsexperte
- Hermann Duderstadt (1922–1991), Biologe und Hochschullehrer
- Michael Düblin (* 1964), Schriftsteller
- Sebastian Baschi Dürr (* 1977), Politiker
- Fritz Dürrenberger (1869–1945), Panoramazeichner
- Adrian Durrer (* 2001), Fussballspieler
- Rudolf Dürrwang (1883–1936), Maler
- Samuel Dühsler (* 1978), Jazz- und Improvisationsmusiker
- Adelheid Duvanel (1936–1996), Schriftstellerin

## E
- Theo Eble (1899–1974), Maler und Grafiker
- Werner Edelmann (1941–2023), Unternehmer und Präsident des FC Basel
- Ernst Egeler (1908–1978), Architekt
- Carl Egger (1872–1952), Alpinist, Skiläufer, Maler und Schriftsteller
- Christoph Ehinger (1755–1833), Bankier und Politiker
- Gregor Eichele (* 1952), Chemiker und Molekularbiologe
- Hermann Eisenhut (1902–2004), Jurist und Frontist
- Caspar Enderlein (1560–1633), schweizerisch-deutscher Zinngießer, Medailleur und Formschneider
- Christoph Engel (* 1974), Model, Mister Schweiz
- Jakob Engler (1933–2025), Bildhauer und Plastiker
- Hans Eppens (1905–1988), Maler, Grafiker und Zeichenlehrer
- Ruth Epting (1919–2016), evangelische Geistliche und Frauenaktivistin
- Esther Ernst (* 1977), Künstlerin
- Peter Escher (1915–2008), Komponist
- Romolo Esposito (1913–1991), Künstler, Chefredaktor und Werbefachmann
- Johann Georg Euler (1815–1894), Unternehmer und Regierungsrat
- Leonhard Euler (1707–1783), Mathematiker, Physiker, Astronom, Geograph, Logiker und Ingenieur
- Christoph Eymann (* 1951), Politiker

## F
- Isaak Faesch (1687–1758), Kaufmann, Sklavenhändler, Offizier in fremden Diensten sowie Gouverneur der niederländischen Kolonien St. Eustatius und Curaçao
- Johann Jakob Faesch (Kaufmann) (1732–1796), Schweizer Offizier in niederländischen Diensten, Kaufmann, Plantagenbesitzer in Suriname und Politiker
- Johann Jakob Faesch (Theologe) (1752–1832), Schweizer evangelischer Geistlicher
- Johann Rudolf Fäsch (1680–1749), kursächsischer Architekt, Architekturtheoretiker und Ingenieuroffizier
- Johannes Faesch (1779–1856), Kaufmann und Bürgerworthalter
- Remigius Faesch (um 1460–1533/34), Baumeister der Spätgotik
- Annina von Falkenstein (* 1996), Politikerin (LDP)
- Lukas Fattet (1692–1751), Seidenbandfabrikant und Pietist
- Aurelia Favre (* 1949), Politikerin
- Daniel Albert Fechter (1805–1876), Theologe, Pädagoge und Historiker
- Roger Federer (* 1981), Tennisspieler
- Hans Feigenwinter (* 1965), Jazzmusiker
- Kunigund Feldges-Oeri (1911–1997), ev.-ref. Theologin, Pfarrfrau und Frauenrechtlerin
- Emil Fellmann (1927–2012), Wissenschaftshistoriker
- René Fendt (1948–1995), Künstler und Kunstpädagoge
- Edwin Fischer (1886–1960), Pianist, Dirigent und Musikpädagoge
- Jeannette Fischer (* 1959), Opernsängerin
- Hans von Flachslanden (1412–1476), Basler Bürgermeister und Vermittler zur Universitätsgründung
- Helmut Förnbacher (* 1936), Schauspieler, Regisseur, Filmemacher und Theaterleiter
- Heidy Forster (1931–2023), Schauspielerin
- Emanuela von Frankenberg (* 1961), Schauspielerin und Opernsängerin (Sopran)
- Alexander Frei (* 1979), Fussballspieler
- Barbara Frey (* 1963), Theaterregisseurin
- Bruno S. Frey (* 1941), Wirtschaftswissenschaftler und Hochschullehrer
- Emil Remigius Frey (1803–1889), Politiker und Richter
- Emilie Louise Frey (1869–1937), Ärztin
- Herrad Frey (1933–2022), französische Bogenschützin
- Johann Jakob Frey (1813–1865), Landschaftsmaler
- Johann Ludwig Frey (1682–1759), reformierter Theologe und Historiker
- René Leo Frey (* 1939), Wirtschaftswissenschaftler
- Tim Frey (* 1972), Politiker (CVP), Politikberater und Lobbyist
- Walter Frey (1898–1985), Pianist und Musikpädagoge
- Albert Fuchs (1858–1910), Komponist, Dirigent, Musikinstrumenten-Sammler
- Johannes Georg Fuchs (1925–1990), Jurist, Kirchenamtsträger und Politiker
- Eduard Fueter senior (1876–1928), Historiker
- Nikolaus Fuss (1755–1826), Mathematiker
- Jeanne Fürst (* 1961), Ärztin, Moderatorin und Unternehmerin
- Peter Fürst (1933–2021), Maler, Eisenplastiker, Lithograf, Szenograf, Musiker und Galerist.

## G
- Johann Jacob Gantesweiler (1631–1691), Theologe und Hochschullehrer
- Alfred Gass (1912–1987), Flach- und Dekorationsmaler, Maler und Grafiker
- Katja Gaudard (* 1976), Schauspielerin und Tänzerin
- Karl Gauss (1867–1938), Pfarrer und Historiker
- Walter Gautschi (* 1927), Mathematiker
- Heiner Gautschy (1917–2009), Radio- und Fernsehjournalist
- Traugott Geering (1859–1932), Ökonom und Historiker
- Karl Geigy-Hagenbach (1866–1949), Industrieller und Autographensammler
- Johann Rudolf Geigy-Merian (1830–1917), Farbstoff- und Drogenfabrikant und Politiker
- Rudolf Geigy (1902–1995), Zoologe, Hochschullehrer und -rektor
- Christoph Geiser (* 1949), Schriftsteller
- Jürg Geiser (* 1967), Skeletonfahrer
- Pamphilus Gengenbach (* um 1480; † 1524/25), Autor von Fastnachtsspielen
- Cécile Staub Genhart (1898–1983), US-amerikanische Pianistin und Musikpädagogin
- Georgine Gerhard (1886–1971), Lehrerin und Frauenrechtlerin
- Lukas Gernler (1625–1675), Theologe und Hochschullehrer
- Emily Gerstner-Hirzel (1923–2003), Philologin und Volkskundlerin
- Karl Gerstner (1930–2017), Grafikdesigner, Werber und bedeutender Vertreter der Schweizer Typografie
- Muriel Gerstner (* 1962), Bühnen- und Kostümbildnerin
- Andreas Gerwig (1928–2014), Rechtsanwalt, Politiker
- Max Gerwig (1889–1965), Jurist, Universitätsprofessor
- Hans-Jörg Gilomen (* 1945), Historiker
- Fina Girard (* 2001), Politikerin
- Hansjörg Gisiger (1919–2008), Maler und Bildhauer
- Julia Glaser (* 1997), schweizerisch-deutsche Fussballspielerin
- Johann Heinrich Gleser (1734–1773), Jurist und Historiker
- Christoph Gloor (1936–2017), Karikaturist, Maler, Zeichner und Bildhauer
- Lukas Gloor (* 1952), Kunsthistoriker
- Karl Gerold Goetz (1865–1944), evangelischer Geistlicher und Hochschullehrer
- Michael Goldberg (* 1959), Schauspieler
- Ernest Goldberger (1931–2009), schweizerisch-israelischer Sozialwissenschaftler, Unternehmer und Autor
- Eugen Goll (1893–1958), Maler
- Christoph Friedrich Goppelsroeder (1837–1919), Chemiker
- Emil Göttisheim (1863–1938), Jurist und Politiker
- William de Goumois (1865–1941), Marinemaler
- Alfred Graber (1897–1987), Schriftsteller, Verlagslektor und Übersetzer
- Flavian Graber (* 1985), Sänger und Songwriter
- Jürgen Graf (1951–2025), Holocaustleugner
- Johann Jacob Grasser (1579–1627), reformierter Theologe und Universalgelehrter
- Johann Jacob Grasser der Juengere (1610–1671), Theologe
- Alfred Grazioli (1940–2018), Architekt und Hochschullehrer
- Marc Grieder (* 1984), Eishockeyspieler und -funktionär
- Julia Anna Grob (* 1997), Schauspielerin
- Fredy Gröbli (1930–2020), Bibliothekar
- Pierre Grosheintz (1906–1992), Direktor der Eidgenössischen Steuerverwaltung
- Stéphanie Groß (* 1974), deutsche Ringerin und Judoka
- Vincent Gross (* 1996), Sänger und Musiker
- Markus Grossenbacher (1930–2009), Gestalter und Kunstpädagoge
- Hermann Grunder (* 1931), schweizerisch-US-amerikanischer Physiker, der sich mit Teilchenbeschleunigern beschäftigt
- Robert Grüninger (1849–1924), Anwalt, Notar und Politiker
- Johannes Gruntz-Stoll (* 1952), Erziehungswissenschafter, Hochschullehrer, Autor und Herausgeber
- Simon Grynaeus (1725–1799), evangelischer Geistlicher und Übersetzer
- Benoît Gschwind (* 1963), Ordensgeistlicher, Bischof von Pamiers
- Hermine Gschwind-Regenass (1883–1955), Lehrerin und Frauenrechtlerin
- Nana Gualdi (1932–2007), italienisch-deutsche Sängerin und Schauspielerin
- Eduard Gunzinger (1897–1972), Bühnenbildner, Maler, Grafiker und Illustrator
- Nicolaus Gürtler (1654–1711), Theologe
- Wilhelm Gutmann (1900–1976), deutscher Politiker (NPD)
- Hildegard Gutzwiller (1897–1957), römisch-katholische Ordensfrau und Gerechte unter den Völkern
- Emilie Gutzwiller-Meyer (1868–1929), katholische Frauenrechtlerin
- Richard Gutzwiller (1896–1958), katholischer Theologe
- Urban Gwerder (1944–2017), Schriftsteller, Künstler und Herausgeber
- Hans Rudolf Gysin (1940–2023), Politiker

## H
- Paul Haag (1942–2022), Jazzmusiker
- Wilhelm Haas-Decker (1766–1838), Schriftgiesser, Unternehmer, Erfinder und Politiker
- Wilhelm Haas-Münch (1741–1800), Erfinder und Unternehmer
- Helene Haasbauer-Wallrath (1885–1968), Malerin und Gebrauchsgrafikerin
- Peter Haber (1964–2013), Historiker
- Felix Hafner (* 1956), Jurist und Hochschullehrer an der Universität Basel
- Hans-Rudolf Hagemann (1927–2018), Rechtshistoriker und Verleger
- August Hagenbach (1871–1955), Physiker, Hochschullehrer und -rektor
- Dieter Hagenbach (1943–2016), Buchhändler, Verleger, Literaturagent und Autor
- Eduard Hagenbach-Bischoff (1833–1910), Physiker
- Karl Friedrich Hagenbach (1771–1849), Arzt, Botaniker, Anatom, Hochschullehrer und Autor
- Karl Rudolf Hagenbach (1801–1874), evangelischer Theologe, Kirchenhistoriker, Hochschulrektor und Lyriker
- Walter Hälg (1917–2011), Physiker und Professor
- Christophe Haller (* 1957), Politiker (FDP)
- Gina Haller (* 1987), Schauspielerin
- John Haller (1927–1984), schweizerisch-amerikanischer Geologe und Grönlandforscher
- Hans-Peter Hammel (* 1947), Autor, Kolumnist, Moderator und Stadtoriginal (-minu)
- Emil Handschin (1928–1990), Eishockeyspieler
- Christiaan L. Hart Nibbrig (* 1944), Kulturwissenschaftler und Essayist
- Alfred Hartmann (1883–1960), Übersetzer und Herausgeber
- Andreas Hartmann (* 1956), Politiker (FDP)
- Niklaus Hasenböhler (1937–1994), Maler und Zeichner
- Fritz Haufler (1885–1956), Glasmaler und Heraldiker
- Max Haufler (1910–1965), Schauspieler und Filmregisseur
- Anne Haug (* 1984), Schauspielerin
- Hans Haug (1900–1967), Komponist
- Brigitta Hauser-Schäublin (1944–2025), Ethnologin und Hochschullehrerin, Publizistin
- Fritz Hauser (* 1953), Schlagzeuger und Komponist
- Erich Hausmann (1915-2008), Gymnasiallehrer, Präsident des Verbands  jüdischer Lehrer und Kantoren in der Schweiz ( +Jerusalem)
- Hans Hausmann (1923–1997), Schauspieler, Regisseur, Übersetzer und Hörspielautor
- Werner Hausmann (1901–1991), Schauspieler, Fernsehmoderator (Dopplet oder nüt), Autor, Hörspielregisseur und -sprecher
- Yves Haussener (* 1998), Beachvolleyballspieler
- Johann Peter Hebel (1760–1826), deutscher Dichter, evangelischer Theologe und Pädagoge
- Christoph Hedinger (1917–1999), Pathologe und Rechtsmediziner
- Hedwig von Württemberg (1547–1590), württembergische Prinzessin
- Friedrich Hegar (1841–1927), Komponist, Dirigent und Geiger
- Willy Hege (1907–1976), Bildhauer
- Joseph Heintz (1564–1609), Maler und Architekt
- Timo Helbling (* 1981), Eishockeyspieler
- Dominique Heller (* 1980), Radiomoderator
- Martin Heller (1952–2021), Kulturunternehmer, Ausstellungsmacher, Kurator und Autor
- Wilhelm Hellmuth-Bräm (1827–1889), Sänger und Schauspieler
- Alex Hendriksen (* 1975), Jazzmusiker
- Silvia Henke (* 1962), Literatur-, Kulturwissenschaftlerin und Publizistin
- Christian Henking (* 1961), Komponist, Dirigent und Chorleiter
- Peter Karl Henrici (1923–1987), Mathematiker und Hochschullehrer
- Adam Henricpetri (1543–1586), Jurist und Professor an der Universität Basel, Verfasser eines mehrbändigen Geschichtswerks
- Sebastian Henricpetri (1546–1627), Buchdrucker
- Adrienne Héritier (* 1944), Politikwissenschaftlerin
- Jakob Hermann (1678–1733), Mathematiker
- Balz Herter (* 1984), Politiker
- Stefan Hess (* 1965), Historiker und Kunsthistoriker
- Max Hetzel (1921–2004), Elektroingenieur und Erfinder der Stimmgabeluhr Accutron
- Andreas Heusler (1834–1921), Jurist, Rechtshistoriker und Politiker
- Kristina Hillmann (* 1991), deutsche Hockeyspielerin
- Charles Hindenlang (1894–1960), Maler und Glasmaler
- Hans Hindermann(1877–1963), Architekt
- Philipp Hindermann (1796–1884), Lehrer und Dichter in Baseldeutsch
- Rudolf His (1870–1938), Jurist und Rechtshistoriker
- Eduard His-Eberle (1886–1948), Jurist und Lokalhistoriker
- Roman Hofer (1942–2011), Benediktinerpater, Pädagoge, Kirchenmusiker, Musikbibliothekar
- Dietrich Hoffmann (* 1929), Althistoriker und Hochschullehrer
- Emanuel Hoffmann (1896–1932), Unternehmer, Sohn von Fritz Hoffmann-La Roche
- Maja Hoffmann (* 1956), Kunstsammlerin, -mäzenin, Dokumentarfilmproduzentin und Geschäftsfrau
- Luc Hoffmann (1923–2016), Mäzen und Unternehmer
- Eduard Hoffmann-Krayer (1864–1936), Volkskundler und germanistischer Mediävist
- Fritz Hoffmann-La Roche (1868–1920), Chemiker, Firmengründer der F. Hoffmann-La Roche AG
- Emanuel Hoffmann-Müller (1643–1702), Pionier der Seidenband-Industrie
- Johann Jakob Hofmann (1635–1706), Theologe, Historiker und Lexikograf
- Markus Hofmann (* 1975), Schauspieler, Sänger, Poet und Theaterproduzent
- Friedrich Horner (1800–1864), Maler
- Hans-Peter Hort (1924–2010), Grafiker, Illustrator und Bühnenbildner
- Paul Hosch (1886–1975), Architekt, Grafiker und Kunstgewerbler
- Robert Hosp (1939–2021), Fussballspieler
- Arnold Hottinger (1926–2019), Journalist und Publizist
- Benedikt Huber (1928–2019), Architekt, Professor für Städtebau und Raumplanung an der ETH Zürich, Redaktor der Zeitschrift Werk und Verlagsleiter
- Daniel Huber (1768–1829), Mathematiker, Astronom und Rektor der Universität Basel
- Gerhard Huber (1923–2007), Philosoph und Hochschullehrer
- Johann Jacob Huber (1707–1778), Mediziner, Botaniker und Hochschullehrer
- Johann Jakob Huber (1733–1798), Astronom, Professor der Akademie der Wissenschaften in Potsdam
- Johann Rudolf Huber d. Ä. (1668–1748), Maler, Zeichner und Politiker
- Ernst Hufschmid (1913–2001), Fussballspieler und -trainer
- Andrin Hunziker (* 2003), Fussballspieler
- Rudolf Hübscher (1898–1934), Maler und Grafiker
- Brigitte Hürlimann (* 1963), Journalistin und Schriftstellerin

## I
- Patrick Imhof (* 1971), deutsch-schweizerischer Schauspieler und Musicaldarsteller
- Hans Walter Imhoff (1886–1971), Fussballspieler
- Rudolf Indlekofer (1910–1997), Verleger und Kunstsammler
- Felix Philipp Ingold (* 1942), Schriftsteller, Übersetzer, Herausgeber und Dozent
- Faustina Iselin (1915–2010), Malerin, Grafikerin und Bühnenbildnerin
- Friedrich Iselin (1829–1882), Turner und Turnfunktionär
- Heinrich Iselin (1888–1955), Offizier
- Isaak Iselin (1728–1782), publizistisch tätiger Geschichtsphilosoph in der Zeit der Aufklärung
- Isaak Iselin-Sarasin (1851–1930), Jurist, Politiker und Offizier
- Jakob Christoph Iselin (1681–1737), reformierter Theologe, Historiker und Lexikograph
- Yumi Ito (* 1990), Jazzmusikerin und Schauspielerin
- Cedric Itten (* 1996), Fussballspieler

## J
- Othmar Jäggi (* 1967), Klassischer Archäologe
- Antonino Janner (1917–1982), Diplomat
- Beat Jans (* 1964), Politiker (SP), Bundesrat
- Curt Paul Janz (1911–2011), Musiker und Nietzsche-Biograph
- Alice Jaquet (1916–1990), Malerin, Zeichnerin und Illustratorin
- Robert A. Jeker (1935–2012), Wirtschaftsmanager und Politiker (FDP)
- Ernst Jenni (1927–2022), evangelisch-reformierter Theologe
- Matthyas Jenny (1945–2021), Autor, Verleger und Literaturaktivist
- Wilhelm Jenny (1832–1887), Turner und Turnpädagoge
- Zoë Jenny (* 1974), Schriftstellerin
- Heinrich Jenny-Fehr (1884–1962), Kaufmann, Bühnenautor und Gründer der Glarner Lichtspiele AG
- Rafael Jerjen (* 1989), Jazzmusiker
- Hans Johner (1889–1975), Schachspieler und Musiker
- Rose-Marie Joray (* 1929), Künstlerin
- Jason Joseph (* 1998), Hürdenläufer
- Karl Jost (1882–1960), Anglist und Hochschullehrer

## K
- Judith Kakon (* 1988), Objekt- und Installationskünstlerin
- Hermann Kapp (1900–1976), Mediziner und Hochschullehrer
- Vera Kappeler (* 1974), Jazzmusikerin
- Monia Kari (* 1971), tunesische Diskuswerferin
- Rudolf Kaufmann (1902–1976), Kunsthistoriker
- Cornelia Kazis (* 1952), Journalistin und Pädagogin
- Fritz Kehl (* 1937), Fussballspieler
- César Keiser (1925–2007), Kabarettist
- Ernst Keiser (1894–1960), Grafiker und Kunstpädagoge
- Rut Keiser (1897–1968), Historikerin und Frauenrechtlerin
- Isaak Keller (1530–1596), Mediziner und Professor
- Johann Heinrich Keller (1627–1708), Tischler und Verfasser eines Vorlagewerks
- Johann Jakob Keller (1665–1747), Kunstschreiner und Bildhauer
- Judith Mirjam Keller (* 1961), Schauspielerin, Regisseurin, Musikerin und Autorin
- Marthe Keller (* 1945), Schauspielerin
- Sam Keller (* 1966), Museumsdirektor und Ausstellungskurator
- Stefan Keller (* 1960), Journalist, Autor und Unternehmer
- Véréna Keller (* 1952), Sozialarbeiterin, Autorin und Hochschullehrerin
- Manuela Keller-Schneider (*  1959), Erziehungswissenschaftlerin und Hochschullehrerin
- Rudolf Kern (1936–1990), Maler und Zeichenlehrer
- Charles Kiefer-Hablitzel (1872–1947), Kaufmann, Industrieunternehmer und Mäzen
- Leopold Kielholz (1911–1980), Fussballspieler
- Hermann Kienzle (1876–1946), Kunsthistoriker
- Wilhelm Kienzle (1886–1958), Innenarchitekt, Möbeldesigner, Produktgestalter, Gebrauchsgrafiker und Kunstpädagoge
- Paul Kirn (1890–1965), Historiker
- László I. Kish (* 1957), Schauspieler, Regisseur und Autor
- David Klein (* 1961), Musiker und Komponist
- Miriam Klein (* 1937), Jazzsängerin
- Otto Klein (1906–1994), Maler
- Wilhelm Klein (1825–1887), Politiker, National- und Ständerat
- Susanne Klein-Vogelbach (1909–1996), Gymnastiklehrerin und Physiotherapeutin
- Joachim Knebel (* 1962), deutscher Maschinenbauingenieur
- Emil Knöll (1889–1972), Bildhauer
- Owsky Kobalt (1937–2019), Bildhauerin, Konzeptkünstlerin und Kunstpädagogin
- Ariane Koch (* 1988), Schriftstellerin, Theater- und Performance-Künstlerin
- Christine Koch (* 1963), Primarlehrerin und Politikerin
- Carl Koechlin (1856–1914), Politiker und Offizier
- Carl Koechlin-Vischer (1889–1969), Unternehmer
- Paul Koelner (1878–1960), Pädagoge und Historiker
- Franziska Kohlund (1947–2014), Schauspielerin und Theaterregisseurin
- Christoph von Kolb (1847–1928), württembergischer evangelischer Pfarrer, Oberhofprediger und Prälat
- Yvette Kolb (* 1942), Schauspielerin, Autorin, ehemalige Balletttänzerin
- Adil Koller (* 1993), Politiker und Mitglied des Baselbieter Landrates
- Karl Koller (1863–1920), reformierter Geistlicher, Unternehmer und freisinniger Politiker
- Johann Rudolf Kölner (1800–1877), Rechtsberater, Dichter und Publizist
- Carlo König (1900–1970), Maler, Grafiker, Holzschneider und Mosaikkünstler
- Emanuel König (1658–1731), Physiker und Mediziner, Professor der Universität Basel
- Robert Kopp (* 1939), Romanist und Hochschullehrer
- Wilhelm Kopp (um 1461–1532), Mediziner, Übersetzer, königlicher Leibarzt in Frankreich
- Werner Körte (1905–1945), Kunsthistoriker
- Andreas Krämer (* 1963), Schauspieler und Bühnenmusiker
- Moritz Krämer (* 1980), deutscher Musiker und Regisseur
- Karl Ernst Krafft (1900–1945), Statistiker, Charakterologe und Wirtschaftsberater
- Lotti Krauss (1912–1985), Malerin, Zeichnerin, Kabarettistin und Schauspielerin
- Naomi Krauss (* 1967), Schauspielerin
- Bernard Krebs (1934–2001), französischer Wirbeltier-Paläontologe, Hochschullehrer
- Georg Kreis (* 1943), Historiker
- Andreas Kronenberg (* 1974), Fussballtorhüter und -trainer
- Heiner Kühner (1943–1990), Organist und Cembalist
- Heinrich Oskar Kühner (1912–2002), Pfarrer und Autor
- Jean-Claude Kuner (* 1954), Regisseur und Autor
- Martin Kunz (1946–2021), Kunsthistoriker und Kurator
- Mathis Künzler (* 1978), Schauspieler
- Alfred Kuttler (1923–2012), Jurist, Rechtswissenschaftler und Richter

## L
- Rosa Lachenmeier (* 1959), Künstlerin
- Anita Lachenmeier-Thüring (* 1959), Politikerin, Nationalrätin
- Hans Lacher (1912–2003), Jurist und Diplomat
- Pascal Ladner (1933–2021), Historiker
- Jürg Laederach (1945–2018), Schriftsteller
- Thomas Lähns (* 1981), Kontrabassist
- Michael Landmann (1913–1984), Philosoph
- Marcel Lang (1956–2009), Chasan (Kantor) und Sänger
- Paul Lang (1894–1970), Schriftsteller und Lehrer
- Salome Lang (* 1997), Leichtathletin, Hochspringerin
- Siegfried Lang (1887–1970), Dichter und Übersetzer
- Sunny Lang (1923–1979), Jazzmusiker
- Walter Lang (1896–1966), Komponist, Pianist und Musikpädagoge
- Eduard Lehmann (1916–1986), Direktor der Eidgenössischen Finanzkontrolle
- Hermann Leuenberger (1901–1975), Gewerkschafter und Politiker (SP)
- Dani Levy (* 1957), Schauspieler, Drehbuchautor und Regisseur
- Ernst Levy (1895–1981), Komponist, Pianist, Chorleiter, Musikpädagoge und -wissenschaftler
- Fritz Liebrich (1879–1936), Schweizer Lehrer und Schriftsteller in Mundart
- Eduard Liechtenhan (1891–1965), Altphilologe und Gymnasiallehrer
- Francine-Dominique Liechtenhan (* 1956), Historikerin
- Rudolf Liechtenhan der Ältere (1875–1947), Schweizer Pfarrer und Theologe
- Rudolf Liechtenhan der Jüngere (1911–2005), Schweizer Autor, Publizist und Dramaturg
- Lukas Lindenmaier (1946–2014), Improvisationsmusiker
- Emilie Linder (1797–1867), Malerin und Mäzenin
- Anne Lindmo (* 1970), norwegische Journalistin und Fernsehmoderatorin
- Harald Link (* 1955), deutsch-thailändischer Unternehmer
- Alfred Lohner (1900–1990), Schauspieler
- Therese Lohner (* 1967), österreichische Schauspielerin
- Cécile Ines Loos (1883–1959), Schriftstellerin
- Willy Loretan (* 1934), National- und Ständerat
- Peter Lötscher (1941–2017), Fechter
- Jürg Löw (* 1946), Schauspieler und Synchronsprecher
- Rudolf Löw (1878–1948), Maler und Schriftsteller
- Rudolf Löw-Burckhardt (1832–1898), Komponist, Pädagoge und Organist
- Rudolf Löw-Schäfer (1864–1930), Musiker und Gymnasiallehrer
- Ludwig Lucius (1577–1642), reformierter Theologe und Hochschullehrer
- Rolf Luethi (1933–2015), Bildhauer, Maler, Zeichner und Gestalter
- Ursi Luginbühl-Koelner (1936–2017), Keramikerin, Töpferin und Plastikerin
- Louis Lurvink (* 2002), Fussballspieler
- Max Lüscher (1923–2017), Psychologe und Philosoph
- Regula Lüscher Gmür (* 1961), Architektin und Stadtplanerin
- Herbert Lüthy (1918–2002), Historiker
- Hanspeter Luterbacher (1938–2021), Paläontologe
- Markus Lutz (1772–1835), Theologe und Historiker
- Regine Lutz (1928–2023), Schauspielerin
- Wilhelm Lutz (1888–1958), Dermatologe und Hochschullehrer

## M
- Kiki Maeder (* 1981), Schauspielerin und Moderatorin
- Burkhard Mangold (1873–1950), Plakatgestalter, Maler, Grafiker und Glasmaler
- Christoph Mangold (1939–2014), Journalist und Schriftsteller
- Max Mangold (1922–2015), Phonetiker und Hochschullehrer
- Bruno Manser (1954–2005), Ethnologe und Umweltaktivist
- Guy P. Marchal (1938–2020), Historiker
- Yannick Marchand (* 2000), Fussballspieler
- Meryl Marty (* 1990), Schauspielerin
- Albert Matter (1906–1992), Bankmanager und Jurist
- Markus Mattmüller (1928–2003), Historiker
- Albrecht Mayer (1875–1952), Maler, Lithograf und Lehrer
- Saly Mayer (1882–1950), Textilunternehmer und Politiker
- Zoë Më (* 2000), Singer-Songwriterin
- Andreas Meier (* 1951), Informatiker und Hochschullehrer
- Astrid Meier (* 1962), Islamwissenschaftlerin
- Eugen Anton Meier (1933–2004), Autor, Grossrat und lokaler Sportfunktionär
- Fritz Meier (1912–1998), Islamwissenschaftler, Hochschullehrer
- Simon Meier-Vieracker (* 1980), Sprachwissenschaftler und Hochschullehrer
- Theo Meier (1919–2010), Politiker
- Thomas Dominik Meier (* 1958), Historiker und Rektor der Zürcher Hochschule der Künste
- Denise Meili (* 1977), Schauspielerin
- Gerhard Meissburger (1926–1980), germanistischer Mediävist
- Jan Bernhard Meister (* 1981), Althistoriker
- Paul Meister (1926–2018), Fechter
- Otto Menet (1874–1951), Organist, Gesangspädagoge und Komponist
- Esther Mengold (1877–1954), Malerin
- Christoph Merian (1800–1858), Grossgrundbesitzer und Stiftungsgründer
- Johann Rudolf Merian (1797–1871), Professor der Mathematik, Politiker
- Matthäus Merian (1593–1650), schweizerisch-deutscher Kupferstecher und Verleger
- Philipp Merian (1773–1848), Handelsmann und Stiftungsgründer
- Rudolf Merian (1820–1891), Offizier
- Jan Merk (* 1964), Historiker, Autor und Museumsleiter
- Franz Merke (1893–1975), Arzt und Medizinhistoriker
- Emma Mertz (1880–1937), Malerin und Zeichenlehrerin
- Xavier Mertz (1882–1913), Skifahrer, Bergsteiger und Expeditionsforscher
- Niggi Messerli (* 1950), Foto- und Videokünstler, Mitbegründer des Kulturhauses «Palazzo» in Liesthal
- Andreas Meyer (* 1961), Manager
- Carl Theodor Meyer (genannt Meyer-Basel, 1860–1932), Maler und Grafiker
- Christian Meyer (* 1967), römisch-katholischer Ordensgeistlicher, Abt und Abtpräses
- Friedrich Meyer (1893–1974), Aluminiumfabrikant
- Georg Friedrich Meyer (1645–1693), Geodät, Mathematiker und Kartograph
- Hannes Meyer (1889–1954), Architekt und Urbanist
- Hans Georg Meyer (1674–1731), deutscher Hofmeister und Amtmann
- Hermann Meyer (1878–1961), Maler, Glasmaler, Zeichner, Kunstkritiker und Kunstpädagoge
- Karl Andreas Meyer (* 1958), Maler und Bildhauer
- Karl Friedrich Meyer (1884–1974), Veterinärmediziner, Epidemiologe, Mikrobiologe und Hochschullehrer
- Mattea Julia Meyer (* 1987), Geographin und Politikerin
- Romeo Meyer (* 1978), Schauspieler
- Theodor Meyer-Merian (1818–1867), Arzt und Schriftsteller
- Thomas Meyer (* 1950), Publizist, Verleger und Anthroposoph
- Werner Meyer (* 1937), Historiker und Archäologe
- Wolfgang Meyer (1577–1653), Theologe der Evangelisch-reformierten Kirche der Schweiz
- Jakob Meyer zum Hasen (1482–1531), Basler Bürgermeister
- Adelberg Meyer zum Pfeil (1474–1548), Bürgermeister Basels, Tuchhändler und Offizier
- Bernhard Meyer zum Pfeil (1488–1558),  Tuchhändler, Staatsrat, Gesandter, Bürgermeister Basels
- Nikolaus Meyer zum Pfeil (um 1435/1450–1500), Humanist und Schriftsteller, Schultheiß in Mülhausen, Großrat und Ratsschreiber in Basel
- Elisabeth Meylan (* 1937), Schriftstellerin
- Edmund Mezger (1883–1962), deutscher Strafrechtler und Kriminologe
- Balthasar Michel (1576–vor 1604), Bildhauer
- Philippe Micol (1955–2021), Improvisationsmusiker
- Johann Rudolf Mieg (1694–1733), Mediziner, Botaniker und Hochschullehrer
- Friedrich Miescher (1844–1895), Mediziner und Professor für Physiologie
- Carl Miville-Seiler (1921–2021), Politiker
- Armin Mohler (1920–2003), Philosoph, Publizist, Schriftsteller und Journalist
- Therese Moll (1934–1961), Grafikdesignerin
- Paul Gerhardt Möller (1903–1998), evangelischer Geistlicher, Missionar und theologischer Autor
- Karl Moor (1904–1991), Maler
- Max Moor (1911–1988), Botaniker
- Paul Moor (1899–1977), Heilpädagoge und Hochschullehrer
- Fritz Morel (1900–1973), Organist, Komponist, Musikpädagoge und Autor
- Andreas Moser (* 1956), Biologe, Tierfilmer und Fernsehmoderator
- Jacqueline Moser (* 1965), Schriftstellerin
- Flurin Mück (* 1992), Jazzmusiker
- Heidi Mück (* 1964), Politikerin, Grossrätin des Kantons Basel-Stadt
- Friedrich von der Mühll (1883–1942), Philologe und Althistoriker
- Hans von der Mühll (1887–1953), Architekt
- Johanna von der Mühll-von Thur (1894–1974), Künstlerin, Schriftstellerin und Kunsthistorikerin
- Karl von der Mühll (1841–1912), Mathematiker und Physiker
- Peter von der Mühll (1885–1970), Klassischer Philologe
- Johannes Mulberg (um 1350 – 1414), Dominikanerbruder und Ordensreformator
- Achilles Müller (1877–1964), Mediziner, Chirurg und Urologe
- Albert Müller (1897–1926), Maler, Grafiker und Bildhauer des Expressionismus
- Albrecht Müller (1819–1890), Geologe und Mineraloge, Hochschullehrer
- Andreas Daniel Müller (* 1984), Schauspieler
- Bruno Müller (1929–1989), Maler
- Christian Adolf Müller (1903–1974), Burgenkundler
- Dominik Müller (bürgerlich Paul Schmitz, 1871–1953), Autor, Mundartdichter und Journalist
- Elisabeth Müller (1926–2006), Filmschauspielerin
- Felix Müller (* 1952), Prähistoriker
- Francis Müller (* 1968), Religions- und Kultursoziologe
- Fritz Müller (1834–1895), Mediziner und Zoologe
- Heinrich Müller (1885–1960), Maler, Grafiker, Kunstpädagoge und Denkmalpfleger
- Johann Georg Müller (1800–1875), evangelischer Theologe und Hochschullehrer
- Karl Alexander Müller (1927–2023), Physiker, Nobelpreisträger
- Loretta Müller (* 1982), Politikerin
- Matthäus Müller (1679–nach 1756), Schreiner, Zunftvorsteher
- Matthias Johannes Müller-Strässler (1964–2016), Konzertveranstalter
- Michel Müller (* 1964), evangelisch-reformierter Pfarrer und Kirchenratspräsident
- Reto Müller (* 1964), Sammler und Opernforscher
- Rudolf Müller (1802–1885), Maler
- Rudolf Müller (1899–1986), Bildhauer, Keramiker, Unternehmer, Redakteur und Autor
- Stephan Müller (* 1951), Theater- und Opernregisseur, Dramaturg und Dozent
- Urs Müller-Walz (* 1950), Politiker
- Verena E. Müller (* 1940), Historikerin und Autorin
- Walter Müller von Kulm (1899–1967), Komponist, Dirigent und Musikpädagoge
- Ernst Mumenthaler (1901–1978), Architekt
- Rudolf Mumprecht (1918–2019), Zeichner und Maler
- Erich Münch (1936–2019), Bildender Künstler
- Hartung Münch (um 1265 – 1332), Basler Bischof von 1325 bis 1332
- Johann Friedrich Münch (1729–1808), Politiker
- Rosa Münch (1886–1974), Politikerin und Frauenrechtlerin
- Stefan Mutter (* 1956), Profi-Radrennfahrer

## N
- Marcello de Nardo (* 1963), Schauspieler, Sänger, Tänzer und Regisseur
- Sibylle Neff (1929–2010), Kunstmalerin und Appenzeller Dorforiginal
- Christoph Neidhart (* 1954), Journalist und Autor
- Marcus Peter Nester (* 1947), Autor und Fernsehredaktor
- Dominik Neuner (* 1948), Opernregisseur und Hochschullehrer
- Pierre Nicole (1909–1987), Journalist und Politiker

## O
- Gertrud Oettinger-Burckhardt (1890–1974), Malerin und Kunsthandwerkerin
- Henman Offenburg (1379–1459), Kaufmann, Politiker, Diplomat und Chronist
- Peter Offenburg (1458–1514), Oberzunftmeister und Politiker
- Johannes Oporinus (eigentlich: Hans Herbst; 1507–1568), Humanist, Lehrer, Buchdrucker und Verleger
- Marco von Orelli (* 1970), Jazz- und Improvisationsmusiker
- Marcel Ospel (1950–2020), Bankmanager und Verwaltungsratspräsident der UBS
- Matthias Oswald (1774–1864), Politiker
- Heinrich Ott (1929–2013), reformierter Theologe

## P
- Giovanni Panozzo (1909–1993), Architekt
- Heinrich Pantaleon (1522–1595), Arzt und Humanist
- Mathilde Paravicini (1875–1954), Philanthropin und Pionierin der Kinderzüge
- Rudolf Paravicini (1815–1888), Unternehmer und Offizier
- Aldo Patocchi (1907–1986), Grafiker und Holzschnittkünstler
- Sascha Pederiva (* 1982), Schauspieler
- Gian Pedretti (* 1926), Plastiker, Maler und Schriftsteller
- Isidor Raphael Pellegrini (1871–1954), Architekt und Bildhauer
- Andreas Pfaltz (* 1948), Chemiker und Hochschullehrer
- Gertrud Pfander (1874–1898), Schriftstellerin
- Johanna von Pfirt (1300–1351), Herzogin von Österreich
- Arnold Pfister (1901–1966), Medizin- und Kunsthistoriker, Inkunabel Forscher, Autor und bibliografischer Sammler
- Andreas Pflüger (* 1941), Komponist
- Karl Pflüger (1884–1974), Maler, Kupferstecher und Lithograf
- Jacques Picard (* 1952), Historiker
- Auguste Piccard (1884–1962), Wissenschaftler, Physiker und Erfinder
- Pierre Piccarde (* 1979), Sänger, Songwriter und Musikproduzent
- Salome Pitschen (* 1966), Filmemacherin, Produzentin, Regisseurin und Drehbuchautorin
- Felix Platter (1536–1614), Mediziner und autobiographischer Schriftsteller
- Thomas Platter der Jüngere (1574–1628), Botaniker, Mediziner und Schriftsteller
- Marcel Pobé (1907–1967), Schriftsteller, Übersetzer und Literaturwissenschaftler
- Aron Pollitz (1896–1977), Fussballspieler
- Adolf Portmann (1897–1982), Zoologe und Naturphilosoph
- Gertrud Preiswerk (1902–1994), Weberin und Textildesignerin
- Beat Presser (* 1952), Fotograf
- Edouard Probst (1898–1974), Automobilrennfahrer
- David de Pury (1943–2000), Unternehmer und Diplomat
- Simon de Pury (* 1951), Auktionator, Kunsthändler und Kunstsammler

## R
- Ferenc Rákóczy (* 1967), Schriftsteller und Psychiater
- Marco Ramstein (* 1978), Curler, Medaillengewinner bei EM, WM und Olympia
- Gian-Andrea Randegger (* 1986), Eishockeyspieler
- Alfred Rasser (1907–1977), Kabarettist, Schauspieler und Politiker
- Roland Rasser (* 1932), Kabarettist und Schauspieler
- Balthasar Reber (1805–1875), reformierter Geistlicher, Historiker und Schriftsteller
- Isaac Reber (* 1961), Politiker, basellandschaftlicher Regierungsrat
- Paul Reber (1835–1908), Bauingenieur, Architekt und Festspieldichter
- Rolf Reber (* 1959), Psychologe und Hochschullehrer
- Johann Anton Rebholz (1914–2000), Grafiker und Maler
- Heinrich Reese (1879–1951), Arzt und Botaniker
- Werner Reich (1917–1994), Jurist und Politiker
- Robert H. Reichardt (1927–1994), Soziologe und Hochschullehrer
- Ernst Rentsch (1876–1952), Architekt
- René Rhinow (* 1942), Jurist, Hochschullehrer und Politiker
- Julia Richers (* 1975), Historikerin
- Walter Rickenbacher (1902–1973), Maler, Grafiker und Ausstellungsgestalter
- Reto Rigassi (* 1951), Grafikdesigner, Fotograf und bildender Künstler
- Christoph Riggenbach (1810–1863), Architekt
- Eduard Riggenbach (1861–1927), evangelischer Theologe und Hochschullehrer
- David Riniker (* 1970), Cellist
- Dorothee Rippmann (* 1951), Historikerin und Archäologin
- Dietrich Ritschl (1929–2018), evangelisch-reformierter Theologe, Hochschullehrer für Neues Testament, Medizinethiker und Friedensaktivist
- Dora Julia Rittmeyer-Iselin (1902–1974), Musikwissenschaftlerin und Frauenrechtlerin
- Jean-Pierre Rochat (* 1953), Schriftsteller und Landwirt
- Benedikt La Roche (1802–1876), Bankier und Politiker
- Urs Rohrer (1977–2022), Jongleur
- Stefanie Roloff (* 1967), Richterin am Bundesgerichtshof
- Otto Roos (1887–1945), Bildhauer, Maler und Zeichner
- Robert Rosenthal (1884–1937), Filmproduzent und Filmverleiher
- Anna Rossinelli (* 1987), Sängerin
- Iris von Roten (1917–1990), Juristin, Journalistin und Frauenrechtlerin
- Iwan Roth (* 1942), Saxophonist und Professor der Musik
- Moritz Roth (1839–1914), Mediziner, Pathologe und Hochschullehrer
- Paul Roth (1896–1961), Historiker und Politiker
- Trudi Roth (1930–2016), Schauspielerin und  Kabarettistin
- Nadia Röthlisberger-Raspe (1972–2015), Curlerin, Medaillengewinnerin Welt-, Europameisterschaften und Olympia
- Anton Rotzetter (1939–2016), Kapuziner und Buchautor
- Willy Rotzler (1917–1994), Kunsthistoriker, Redaktor, Konservator und Publizist
- Moritz Ruckhaeberle (1881–1959), Kaufmann, Schauspieler und Bühnenautor
- Clara von Ruckteschell-Truëb (1882–1969), Kunsthandwerkerin und Bildhauerin
- Friedrich Ryhiner (um 1549–1588), Arzt, Gerichtsherr, Gesandter, Pächter der Königlichen Salinen in der Provence und Oberst eines Basler Kontingents auf der Seite Heinrichs von Navarra

## S
- Maja Sacher (1896–1989), Kunstsammlerin und Mäzenin
- Paul Sacher (1906–1999), Dirigent und Mäzen
- Peter Saladin (1935–1997), Rechtswissenschaftler und Hochschullehrer
- Maurice-Yves Sandoz (1892–1958), Schriftsteller
- Rudolf Sandreuter (1868–1926), Architekt
- Luc Saner (* 1956), Rechtsanwalt, Denker, Autor und Politiker
- Jakob Sarasin (1742–1802), Seidenbandfabrikant, Autor und Politiker
- Peter Sarasin (1640–1719), Handelsmann und Ratsherr
- Philipp Sarasin (* 1956), Historiker und Buchautor
- Alfred Sarasin-Iselin (1865–1953), Bankier und Politiker
- Stefan Saxen (* 1963), schweizerisch-deutscher Bildhauer
- Nicole Schaeren-Wiemers (* 1962), Neurobiologin
- Jakob Schaffner (1875–1944), Schriftsteller
- Martin Schaffner (* 1940), Historiker
- Christoph Schaltegger (* 1972), Wirtschaftswissenschaftler
- Hans Peter Schanzlin (1916–1991), Musikwissenschaftler
- Jürg Schaub (1934–2009), Grafiker und Werbefachmann
- Lukas Schaub (1690–1758), Jurist und britischer Diplomat Schweizer Abstammung
- Urs Schaub (* 1951), Regisseur und Schriftsteller
- Samuel Schaub (1882–1962), Pädagoge und Paläontologe
- Christoph Schäublin (* 1941), Altphilologe, Hochschullehrer und -rektor
- Alexander Schawinsky (1904–1979), Maler, Fotograf und Bühnenbildner
- Bertram Schefold (* 1943), Wirtschaftswissenschaftler
- Rudolf Scheidegger (* 1942), Organist und Cembalist
- Nadja Scheiwiller (* 1985), Musicaldarstellerin
- Johann Rudolf Schellenberg (1740–1806), Maler, Entomologe
- Martin Schenkel (1968–2003), Schauspieler und Sänger
- Rudolf Schenkel (1914–2003), Zoologe und Verhaltensforscher
- Carl Scherer (1890–1953), Maler und Gebrauchsgrafiker
- Wolfgang Schett (* 1949), Architekt und emeritierter Universitätsprofessor
- Peter Schetty (* 1942), Automobilrennfahrer und Rennleiter der Scuderia Ferrari
- Ernesto Schiess (1872–1919), Maler
- Alfons Schilling (1934–2013), Künstler
- Guido Schilling (1939–2024), Sportpsychologe, Sportwissenschaftler und Hochschullehrer
- Niklaus Schilling (1944–2016), Filmregisseur, Kameramann, Filmeditor und Drehbuchautor
- Rudolf Schleicher (1897–1989), deutscher Ingenieur und Motorradrennfahrer
- Achilles Schlöth (1858–1904), Bildhauer
- Niggi Schmassmann (* 1960), Motorradrennfahrer
- Christine Schmid (* 1969), Sängerin, Akkordeonistin und Moderatorin
- Hansruedi Schmid (1928–2012), Jurist und Politiker
- Heinrich Alfred Schmid (1863–1951), Kunsthistoriker und Hochschullehrer
- Peter Schmid (* 1951), Politiker, Erziehungsdirektor des Kantons Baselland, Fachhochschulpräsident
- Ruedi Schmid (1931–2021), Bildhauer und Maler
- Stephan G. Schmid (* 1967), klassischer Archäologe, Hochschullehrer
- Willy A. Schmid (1943–2024), Kulturingenieur, Raumplaner und Professor
- Rudolf Schmidlin (1930–2014), Bauingenieur, Raumplaner und Politiker
- Dora Schmidt (1895–1985), Beamtin, Schriftstellerin und Frauenrechtlerin
- Georg Schmidt (1896–1965), Kunsthistoriker, Direktor des Kunstmuseums Basel
- Hans Schmidt (1893–1972), Architekt, Stadtplaner, Architekturtheoretiker, Grafiker
- Philipp Schmidt (1893–1979), Bibliothekar, Autor und Tierschützer
- Rudolf Schmidt (1832–1898), Oberst, Waffenfabrik-Direktor, Erfinder des Schmidt-Rubin-Gewehrsystems
- Oliver Jens Schmitt (* 1973), Osteuropa-Historiker, Hochschullehrer
- Paul Schmiedlin (1897–1981), Fussballspieler und Leichtathlet
- Mario Schneeberger (* 1935), Jazzmusiker
- Amalie Schneider-Schlöth (1839–1888), Kochbuchautorin
- Arnold Schneider (1920–1992), Politiker, Nationalrat und Regierungsrat des Kantons Basel-Stadt
- Barbara Schneider (* 1953), Politikerin, Regierungsrätin des Kantons Basel-Stadt
- Elisabeth Schneider-Schneiter (* 1964), Politikerin, Nationalrätin
- Franz Schneider (1900–nach 1956), Kommunist, Widerstandsgruppe Rote Kapelle
- Hans Schneider (1888–1953), Kunsthistoriker und Institutsdirektor
- Hermann Schneider (1901–1973), Schriftsteller und Redakteur
- Jenny Schneider (1924–2004), Kunsthistorikerin, Autorin und Museumsdirektorin
- Johann Jakob Schneider (1797–1859), Mundartdichter, Dichter, Pfarrer und Schriftsteller
- Johann Rudolf Schnell (1767–1829), Jurist und Richter
- Johannes Schnell (1812–1889), Rechtshistoriker
- Gerold Schnitter (1900–1987), Wasserbauingenieur
- Patty Schnyder (* 1978), Tennisspielerin
- Niggi Schoellkopf (1930–2023), Politiker und Autor
- Salomon Schönberg (1879–1958), Gerichtsmediziner und Politiker
- Delia Schreiber (* 1966), Psychologin
- Peter Schulz (1929–2025), Theologe, Verleger, Gründungsdirektor der Schweizer Journalistenschule MAZ
- Rose Marie Schulz-Rehberg (* 1945), Kunsthistorikerin, Restauratorin und Kunstvermittlerin
- Frithjof Schuon (1907–1998), Orientalist und Religionsphilosoph
- Dominik Schürmann (* 1971), Jazzmusiker
- Charlotte Schwab (* 1952), Schauspielerin
- Martin Ernst Schwab (* 1949), Neurobiologe, Professor für Hirnforschung
- Ida Gertrud Schwabe (1886–1980), Malerin
- Julius Schwabe (1892–1980), Symbolforscher und Übersetzer
- Karl Schwarber (1889–1950), Bibliothekar, Historiker und Leiter der Universitätsbibliothek Basel
- Martha Schwartz (1892–1939), Kommunistin und Widerstandshelferin
- Cécile Schwarz (1927–2014), Logopädin, Heilpädagogin und Hochschullehrerin
- Rosemarie Schwarzwälder (* 1945), Galeristin, Kunsthändlerin und Journalistin
- Christoph Schwegler (* 1946), Sprecher und Moderator
- Eduard Schweizer (1913–2006), evangelischer Theologe und Hochschullehrer
- Kathrin Schweizer (* 1969), Politikerin, Baselbieter Regierungsrätin
- Paul Schweizer (1903–1977), Unternehmer
- Rainer J. Schweizer (* 1943), Rechtswissenschaftler
- René Schweizer (1943–2015), Schriftsteller, Aktionskünstler und Selbstdarsteller
- Max Seidel (* 1940), Kunsthistoriker
- Ludwig Senfl (um 1490 – 1543), deutsch-schweizerischer Komponist
- Andreas Senn (* 1965), Film- und Fernsehregisseur
- Fritz Senn (* 1928), Publizist und James-Joyce-Fachmann
- Max Senn (1883–1933), Uhrmacher und Fussballspieler
- Friedrich Seyler (1642–1708), reformierter Pfarrer und Theologe
- Mike Shiva (1964–2020), Hellseher, Unternehmer und Fernsehmoderator
- Adrian Sieber (* 1972), Popmusiker
- Marc Sieber (1927–2010), Historiker, Politiker und Sandoz-Direktor
- Stephan Sieber (* 1962), Musiker und Komponist
- Paul Siegfried (1878–1938), Jurist, Historiker und Schriftsteller
- Adolf Siegrist (1870–1931), Maler
- Ernst Sigg (1892–1966), Kirchenmusiker
- Gabriela Signori (* 1960), Historikerin
- Christian Simon (* 1951), Historiker
- Susann Sitzler (* 1970), Journalistin und Autorin
- Rudolf Smend (1882–1975), deutscher Staats- und Kirchenrechtler
- Raphael Sommer (* 1989), Komponist und Musiker
- Willy Suter (1918–2002), Maler, Lithograf und Kunstpädagoge
- Fritz Spannagel (1891–1957), Architekt und Hochschullehrer
- Sandra Speichert (* 1971), deutsche Schauspielerin
- Ernst Speiser (1889–1962), National- und Ständerat
- Felix Speiser (1880–1949), Professor, Ethnologe, Direktor des Völkerkundlichen Museums in Basel
- Peter Paul Speiser (1921–2013), Pharmakologe und Professor
- Walter Spengler (1917–1988), Unternehmer und Mäzen
- Wilhelm von Speyr (1852–1939), Psychiater, Professor für Psychiatrie an der Universität Bern
- Jürg Spiller (1913–1974), Kunsthistoriker, Bibliothekar, Maler, Sammler und Autor
- Lisette Spinnler (* 1976), Jazzsängerin
- Johann Jacob Spreng (1699–1768), Theologe und Professor für Griechisch an der Universität Basel
- Heike Springhart (* 1975), evangelische Theologin, Professorin für Systematische Theologie
- Felix Staehelin (1873–1952), Althistoriker
- Georg Staehelin (1942–2023), Grafikdesigner, Typograf und Plakatkünstler
- Jenö Staehelin (* 1940), Jurist und Diplomat
- Otto Staiger (1894–1967), Glasmaler und Maler
- Robert Stalder (1923–2013), Philosoph und Theologe
- Johann Jakob Stamm (1910–1993), reformierter Theologe
- Rudolf Stamm (1909–1991), Literaturwissenschaftler, Anglist und Theaterkritiker
- Niklaus Starck (* 1956), Autor
- Emil Staudacher (1898–1977), Bauingenieur und Spezialist für Holzbau
- Paul Stauffer (1930–2008), Diplomat und Historiker
- Max Steck (1907–1971), Mathematiker und Mathematikhistoriker
- Benjamin Steffen (* 1982), Fechter, Europa- und Weltmeister
- Tabea Steffen (* 1982), Fechterin, Europameisterin und Vize-Weltmeisterin
- Helli Stehle (1907–2017), Schauspielerin und Radiomoderatorin
- Johann Jakob Stehlin der Ältere (1803–1879), Bürgermeister, Politiker
- Johann Jakob Stehlin der Jüngere (1826–1894), Architekt
- Karl Stehlin (1859–1934), Jurist, Politiker, Archäologe und Historiker
- Karl Rudolf Stehlin (1831–1881), Wirtschaftsführer und Politiker
- Danique Stein (* 1990), Fußballspielerin und -trainerin
- Gerhard Steiner (* 1937), Psychologe
- Gustav Steiner (1878–1967), Pädagoge und Historiker
- Sigfrit Steiner (1906–1988), Schauspieler und Regisseur
- Johann Jacob Steinmann (1800–1844), Zeichner, Lithograf und Maler
- Paul Steinmann (1885–1953),  Biologe, Hochschullehrer, Redaktor und Autor
- Jürg Stenzl (* 1942), Musikwissenschaftler, Autor und Hochschullehrer
- Otto Stern (1921–1996), Schauspieler und Synchronsprecher
- Noemi Steuer (1957–2020), Ethnologin und Schauspielerin
- Linda Stibler (* 1938), Journalistin, Autorin und Politikerin
- Otto Stich (1927–2012), Politiker (SP)
- Heinrich Christoph Gottlieb Stier (1825–1896), Lehrer, Philologe und Historiker
- Hans Stocker (1896–1983), Kunstmaler
- Pascale Stöcklin (* 1997), Stabhochspringerin
- Immanuel Stockmeyer (1814–1894), Antistes und Hochschullehrer
- Alfred Stoecklin (1907–2000), Pädagoge und Historiker
- Robert Stöcklin (1889–1931), Gebrauchsgrafiker
- Jacob Strauß (um 1480–vor 1530), evangelischer Theologe und Reformator
- Bruno Streit (* 1948), Professor für Ökologie und Evolution
- Marco Streller (* 1981), Fussballspieler
- Carlo Strenger (1958–2019), schweizerisch-israelischer Professor Psychologie und Philosophie und Publizist
- Fred Strittmatter (1923–1985), deutsch-schweizerischer Filmmusikkomponist
- Robert Strübin (1897–1965), Maler, Grafiker und Musiker
- Ernst Stückelberg (1831–1903), Künstler
- Ernst Alfred Stückelberg (1867–1926), Historiker, Kunsthistoriker und Denkmalpfleger
- Lucie Stumm (1867–1947), Kunsthistorikerin
- François Suchanecki (* 1949), Fechter
- Emil Sulger-Gebing (1863–1923), deutscher Literaturhistoriker
- Max Sulzbachner (1904–1985), Maler und Grafiker
- Christina Surer (* 1974), Automobilrennfahrerin, Fernsehmoderatorin und Model
- Moritz Suter (* 1943), Unternehmer und Pilot
- Peter Suter (1914–1998), Architekt
- Sarah Tschudin Sutter (* 1976), Infektiologin

## T
- René Teuteberg (1914–2006), Historiker
- Paul Thalmann (1901–1980), Kämpfer im spanischen Bürgerkrieg, Anarchist
- Hedwig Thoma (1886–1946), Malerin und Gebrauchsgrafikerin
- Achilles Thommen (1832–1893), Eisenbahningenieur
- Lukas Thommen (* 1958), Althistoriker und Hochschullehrer
- Paul Thommen (1929–2004), Jazzmusiker und Architekt
- Suzanne Thommen (* 1941), Schauspielerin
- Leonhard Thurneysser (1531–1596), Gelehrter und Wunderdoktor am Hofe des Brandenburger Kurfürsten Johann Georg
- Walter Traupel (1914–1998), Maschinenbauingenieur
- Sara Tröster Klemm (* 1980), Kunsthistorikerin, Kuratorin und Autorin
- Hans-Peter Tschudi (1913–2002), Politiker
- Walter F. Tschudin (1898–1987), Papierhistoriker, Wasserzeichenforscher und Gründer des Museums Basler Papiermühle
- Maja Tschumi (* 1983), Filmregisseurin und Drehbuchautorin

## U
- Rudolf Urech (1888–1951), Maler, Zeichner und Grafiker
- Heinrich W. Ursprung (1951–2021), Ökonom und Hochschullehrer

## V
- Miloš Veljković (* 1995), Fussballspieler serbischer Abstammung
- Gérold Veraguth (1914–1997), Maler, Zeichner und Lithograph
- Adolf Lukas Vischer (1884–1974), Mediziner
- Daniel Vischer (1950–2017), Politiker (Grüne)
- Eduard Vischer (1843–1929), Architekt
- Sir Hanns Vischer (1876–1945), Missionar, britischer Kolonialbeamter und Afrikaforscher
- Johann Jakob Vischer (1914–1985), Bauingenieur und Berufsoffizier
- Lukas Vischer (1780–1840), Geschäftsmann und Amateur-Künstler
- Lukas Vischer (1926–2008), Theologe
- Martin Vischer (* 1981), Schauspieler
- Ulrich «Ueli» Vischer (* 1951), Rechtsanwalt und Politiker (LDP)
- Wilhelm Vischer (1833–1886), Historiker und Politiker
- Wilhelm Vischer (1890–1960), Botaniker; Professor an der Universität Basel
- Wilhelm Vischer-Bilfinger (1808–1874), Klassischer Philologe und Ratsherr
- Hans Ulrich Vogel (* 1954), Sinologe und Hochschullehrer
- Martin Vosseler (1948–2019), Arzt, Friedens- und Umweltaktivist und Autor
- Henri Vuilleumier (1841–1925), evangelischer Geistlicher und Hochschullehrer
- John Friedrich Vuilleumier (1893–1976), Jurist und Schriftsteller

## W
- Hans Georg Wackernagel (1895–1967), Historiker und Volkskundler
- Jacob Wackernagel (1853–1938), Indogermanist und Sprachwissenschaftler
- Rudolf Wackernagel (1855–1925), Jurist und Historiker
- Oskar Wälterlin (1895–1961), Theaterregisseur, Theaterleiter und Theaterintendant
- Walter Georg Waffenschmidt (1887–1980), deutscher Volkswirt und Wirtschaftswissenschaftler
- Daniel Wagner (* 1984), deutscher Slam-Poet, Kabarettist, Autor und Politiker
- Max Waibel (1901–1971), Offizier des Nachrichtendienstes
- Paul Wallfisch (* 1964), US-amerikanischer Musiker
- René Walther (* 1928), Bauingenieur und Hochschullehrer
- Jeanne Waltz (* 1962), Filmschaffende
- Angelus Walz (1893–1978), Ordensgeistlicher und Kirchenhistoriker
- August Wanner (1886–1970),  Maler, Grafiker und Bildhauer
- Johann Wanner (* 1939), Unternehmer, Johann Wanner Weihnachtshaus
- Alfred Remigius Weber-Oeri (1913–2006), Bankmanager und Lokalhistoriker
- Eric Weber (* 1963), Journalist und Politiker
- Franz Weber (1927–2019), Umweltschutzaktivist und Herausgeber
- Heinrich Eduard Weber (1843–1935), Pädagoge, Winzer und Unternehmer
- Hermann Mäni Weber (1935–2006), Fernseh-Quizmaster, Moderator und Radioreporter
- Hugo Weber (1918–1971), schweizerisch-US-amerikanischer Bildhauer, Maler und Kunstpädagoge
- Johann Jacob Weber (1803–1880), deutscher Buchhändler und Verleger
- Leo Weber (1909–2000), Pädagoge und Hochschullehrer
- Rudolf Weber (* 1931), Politiker
- Thomas Weber (* 1961), Bauingenieur und Politiker, Regierungsrat
- Johann Jacob Wecker (1528–1586), Arzt und Philosoph
- Beatrice Weder di Mauro (* 1965), schweizerisch-italienische Wirtschaftswissenschaftlerin
- Kurt Wehrle (1938–1994), Historiker
- Peter Weidkuhn (1926–2006), Ethnologe, Anthropologe, Religionswissenschaftler, Universitätsdozent und Autor
- Oliver Weis, deutscher Pokerspieler
- Andreas Weiss (1713–1792), Rechtswissenschafter, Hochschullehrer
- Charlotte Weiss (1870–1961), Malerin
- Florence Weiss (* 1945), Ethnologin, Hochschullehrerin und Fotografin
- Jürg Weiss (1910–1941), Schriftsteller, Publizist und Bergsteiger
- Marcus Weiss (* 1961), Saxophonist und Musikpädagoge
- Kurt Weissen (* 1953), Historiker und Wirtschaftsführer
- Louise Weitnauer (1881–1957), Malerin, Zeichnerin und Lithographin
- Amélie Wenger-Reymond (* 1987), Telemark-Sportlerin
- Rosalia Wenger (1906–1989), Autorin
- Ruth Wenger (1897–1994), Konzertsängerin und Malerin
- August Wenzinger (1905–1996), Cellist, Gambist, Musikpädagoge und Dirigent
- Louise C. Wenzinger (1901–1995), Redaktorin und Frauenrechtlerin
- Samuel Werenfels (1657–1740), reformierter Theologe
- Samuel Werenfels (1720–1800), Architekt
- Johann Rudolf Wettstein (1594–1666), Politiker und Bürgermeister von Basel
- Johann Rudolf Wettstein (1614–1684), Theologe und Bibliothekar
- Johann Rudolf Wettstein (1647–1711), Philologe und Theologe
- Hugo Wick (* 1935), Mediziner und Politiker
- Peter Wick (* 1965), evangelischer Theologe
- Urs Widmer (1938–2014), Schriftsteller
- Heinrich Wieland (1822–1894), Offizier
- Walter Kurt Wiemken (1907–1940), Maler
- Roland Wiesendanger (* 1961), deutscher Physiker
- Paul Wilde (1893–1936), Plastiker, Maler und Kunstpädagoge
- Luzius Wildhaber (1937–2020), Jurist und von 1998 bis 2007 Präsident des Europäischen Gerichtshofs für Menschenrechte
- Thomas Wilhelmi (* 1955), Germanist und Hochschullehrer
- Jean Willi (* 1945), Maler, Zeichner und Schriftsteller
- Christian Windler (* 1960), Historiker
- Federico Winkler (1942–2013), Künstler, Maler, Fotograf
- Karl Rudolf Wirz (1885–1957), Maler und Zeichner
- Felix Wittlin (1929–2017), Manager und Brigadier
- Hans Wittwer (1894–1952), Architekt
- Martha Wittwer-Gelpke (1875–1959), Malerin, Dichterin und Autorin
- Ernst Wolff-Malm (1885–1940), deutscher Maler und Grafiker
- Hartfrid Wolff (* 1971), deutscher Jurist und Politiker (FDP)
- Susanna Woodtli (1920–2019), Germanistin, Historikerin und Feministin
- Theophil Wurm (1868–1953), deutscher Theologe und evangelischer Bischof
- Rudolf Wüthrich-Schultheiss (1924-2014), Neurologe, ärztlicher Leiter der neurol. Poliklinik Universitätsspital Basel
- Alfred Wyss (1929–2016), Kunsthistoriker und Denkmalpfleger
- Beat Wyss (* 1947), Kunsthistoriker und Hochschullehrer
- Edmund Wyss (1916–2002), Politiker, Nationalrat und Präsident des Bankrats der Schweizerischen Nationalbank
- Monika Wyss (* 1959), Priesterin der Gruppe RömKath. Priesterinnen Europa-West
- Paul Wyss (1897–1984), Zeichenlehrer, Maler und Lithograf
- Paul Wyss (* 1928), Eishockeyspieler und Olympiateilnehmer, Politiker und Nationalrat
- Robert Wyss (1901–1956), Schwimmer und Wasserballspieler
- Sarah Wyss (* 1988), Politikerin, Nationalrätin

## Y
- Hakan Yakin (* 1977), Fussballspieler
- Murat Yakin (* 1974), Fussballspieler

## Z
- Peter Zbinden (* 1937), Automobilrennfahrer
- Markus Philipp Zehnder (* 1964), evangelischer Theologe
- Christian Zeller (* 1962), Wirtschaftsgeograph und Hochschullehrer
- Harro von Zeppelin (1904–1989), deutscher Landwirt, Ministerialbeamter und Manager
- Hans Zickendraht (1881–1956), Physiker und Radiopionier
- Hans Jakob Zörnlin (1588–1659), Offizier in venezianischen Diensten und Schweizer Oberst
- Alexander Zschokke (1894–1981), Bildhauer
- Peter Zumthor (* 1943), Architekt
- Peter Zwick (1950–2013), Politiker, Regierungsrat
- Conrad Zwicky (* 1946), Bratschist und Komponist
- Johann Rudolf Zwinger (1660–1708), Theologe, Pfarrer und Hochschullehrer
- Theodor Zwinger der Ältere (1533–1588), Gelehrter und Sohn des Kürschners Leonhard Zwinger
- Theodor Zwinger der Jüngere (1597–1654), Pfarrer und Theologieprofessor
- Theodor Zwinger III. (1658–1724), Mediziner und Hochschullehrer